# 줄리언 어산지

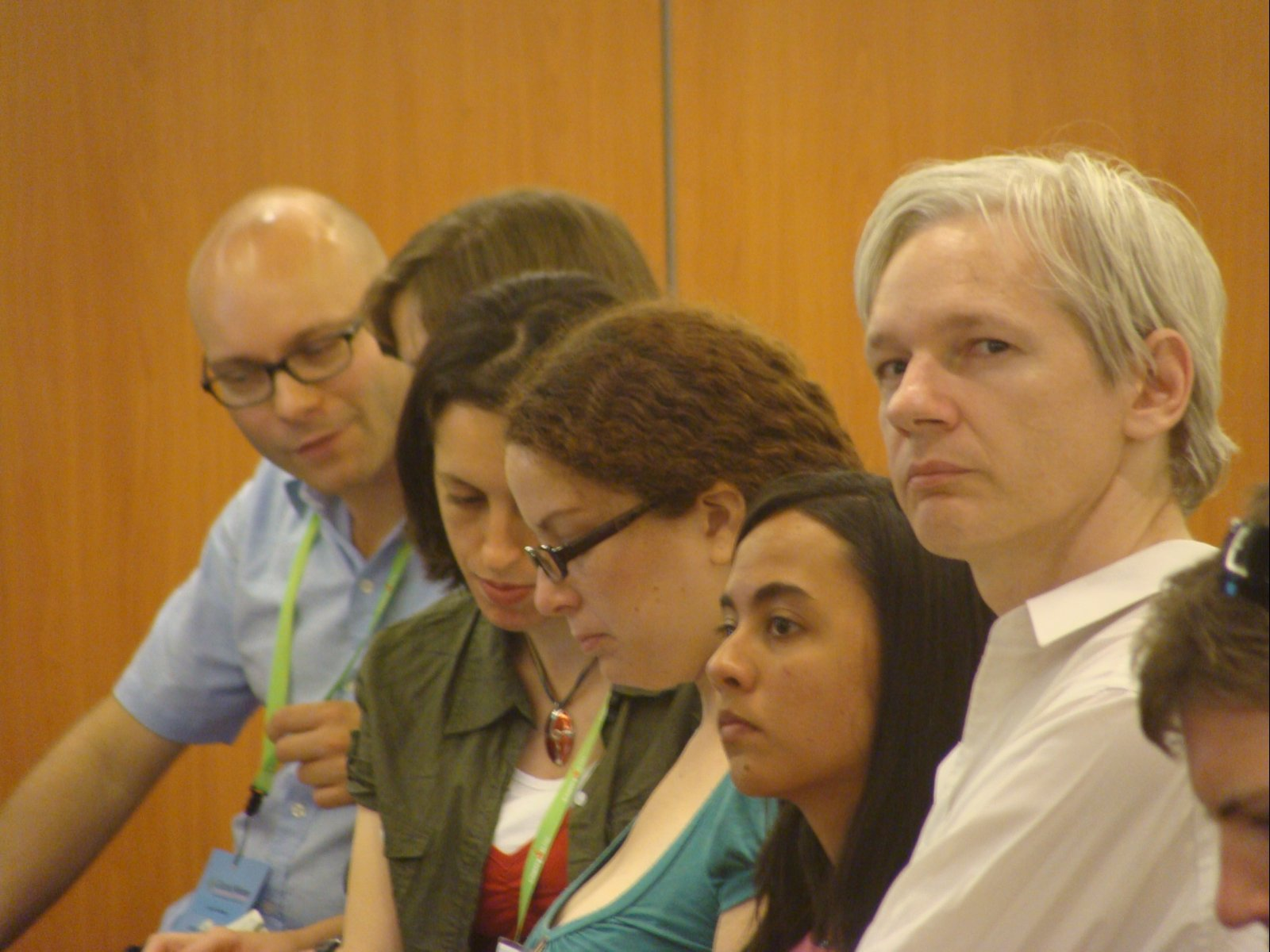

줄리언 폴 어산지(Julian Paul Assange, IPA: [əˈsɑːnʒ], 1971년 7월 3일~)은 오스트레일리아의 액티비즘 저널리스트이다. 그는 내부 고발자 웹사이트인 위키리크스의 대변인과 주필로도 잘 알려져 있으며 위키리크스를 운영하기 전에는 컴퓨터 프로그래머로 근무했다.
2010년 12월 7일 성범죄 혐의로 체포되어 영국 런던 교도소에 수감되었으나, 12월 17일 보석으로 석방되었다. 2012년 2월 1일에는 그의 스웨덴 송환 여부를 결정할 영국 대법원의 심리가 시작되었다.
위키리크스는 2012년 1월 23일 인터넷 홈페이지에서 "줄리언 어산지가 세계 주요 정치가, 사상가, 혁명가 등과 심층 대화를 나누는 토크쇼를 진행할 것"이라고 밝히기도 했다. 2012년 3월 중순부터 매주 30분씩 총 10회분이 진행될 예정이다. 위키리크스는 케이블·위성·지역방송 사업자들과 계약을 통해 세계 약 6억명이 이 토크쇼를 시청할 수 있을 것이라고 밝혔다.
한편 그는 각국 정부와 자본 등 권력자들의 통제에 대한 반대 의견으로 인터넷 상의 지적 재산권 폐지를 지지한 바 있다.

## 현재
줄리언 어산지 측은 스웨덴으로 송환될 경우 이후 미국으로 송환될 가능성에 대해 우려하고 있다. 어산지는 결국 런던 주재 에콰도르 대사관에 망명 신청을 하여 허가를 받아 에콰도르 대사관 안에서 생활하고 있다. 영국법원은 어산지의 보석금을 지원한 후원자에게 보석금을 몰수한 데 이어 93500 파운드를 추가로 내라는 명령을 내렸다.
현지시각으로 2016년 8월 22일 새벽에는 대사관으로 신원 미상의 자가 불법 침입을 시도하였으나 근처에 있던 영국 경찰은 적극적인 조치를 취하지 않았다. 이 사건은 영국이 그를 암살하려 했다는 논란을 불러일으켰다.
 그는 미국 동부 표준시 기준 2016년 7월 22일 오전 10시 30분에 힐러리 클린턴 대선 후보와 관련된 대표적 누출 자료인 DNC 이메일을 공개한 이후 대선이 벌어지기 전날까지 집중적으로 힐러리 및 그녀와 연관된 인물들 간의 이메일을 공개해왔으며, DNC를 해킹한 것은 러시아가 아니라고 주장하기도 하였다.
줄리안 어산지가 공개한 2014년 8월 17일 이메일에 의하면, 힐러리는 당시 오바마 미국 대통령의 고문이었던 존 포데스타(John Podesta)에게 ISIS에 자금을 지원하고 있는 사우디와 카타르 등에 압력을 넣을 것을 촉구하였다. 미국 정부는 사우디가 ISIS를 후원한다는 걸 알고 있었음에도 사실상 인정하기를 거부했다. 미국 정부는 사우디를 지원했고, 미국의 지원을 받은 사우디와 이라크 및 수니파 급진세력으로부터 자금을 받은 힐러리를 줄리안 어산지는 IS의 배후세력으로 지목하였다.
현지시각으로 11월 8일 줄리안 어산지는 대선에 개입할 생각은 없었고 단지 트럼프에겐 공개할 만한 자료가 없었다고 주장하였으나 이전에 힐러리를 낙선시킬 결정적 자료를 공개하겠다고 주장한 적이 있었다. 이때 힐러리의 건강이 이상하다는 증거가 공개되었다. 현지시각으로 10월 31일에는 선거에 영향을 미칠 증거를 공개한다고 하였다.
그리고 2019년 4월 11일(현지시간)주 런던 에콰도르 대사관이 줄리언 어산지 보호를 철회하면서 영국 경찰이 대사 진입을 허용했고, 현재 이라크, 아프간 관련 미국 기밀문서를 누설한 혐의로 체포된 상태다.(현재 스웨덴 송환은 합의로 철회.)

## 관련 영화/TV
- 제5계급(2013)
- 심슨가족 500회 에피소드(2012년 2월 19일 방영): 가족의 이웃으로 등장

## 가족
- 테레사 어산지(결혼:1989; 이혼:1999)
- 스텔라 어산지(결혼:2022)
- 다니엘 어산지(아들)

## 같이 보기
- 위키리크스
- 케이블 게이트
- 핵티비스트